# IC 4246
IC 4246 — галактика типу S (спіральна галактика) у сузір'ї Гідра.
Цей об'єкт міститься в оригінальній редакції індексного каталогу.